# Папе, Лижия
Лижия Папе (порт. Lygia Pape, 7 апреля 1927; Нова-Фрибургу, Бразилия — 3 мая 2004; Рио-де-Жанейро, Бразилия) — бразильская художница, скульптор, гравёр и режиссёр, которая была ключевой фигурой в конкретном движении в своей стране, а позднее одним из основателей неоконкретизма в Бразилии в 1950-х и 1960-х годах. Наряду с Элио Ойтисикой и Лижией Кларк она была одним из ключевых художником в деле развития современного искусства в Бразилии.  

## Ранняя биография и карьера
Лижия Папе родилась 7 апреля 1927 года в Нова-Фрибургу (Бразилия). Она обучалась изобразительному искусству у Файги Островер в Музее современного искусства в Рио-де-Жанейро.

## Конкретное искусство
К 20 годам Лижия Папе присоединилась к движению конкретного искусства, основанного голландским художником Тео ван Дусбургом в 1930 году. В Бразилии конкретное искусство впервые заявило о себе после Биеннале искусства в Сан-Паулу в 1951 году, после которого сформировались две бразильских художественных групп в этом направлении: «Разрыв» (порт. Ruptura), базировавшаяся в Сан-Паулу, и «Группа Фронт» (порт. Grupo Frente), базировавшаяся в Рио-де-Жанейро. Папе была членом последней, которую с 1954 года возглавлял Иван Серпа. Хотя входившие в неё художники были слабо объединены интересом к геометрическому стилю, но их объединял отказ от фигурации и раннего националистического бразильского искусства. Среди соратников Папе по движению также были Лижия Кларк и Элио Ойтисика.

## Неоконкретизм
Позднее Лижия Папе присоединилась к кратковременной волне неоконкретизма. В 1959 году она стала одним из подписантом Неоконкретного манифеста вместе с Лижией Кларк и Элио Ойтисикой. В этот период Папе интересовало «предложение жить телом»: о том, как физическое тело воздействует на чувственные переживания. Папе стремилась исследовать эту идею отношения тела с окружающим пространством, изображая чувственность во всём её разнообразии в своём творчестве.

## Поздняя карьера и смерть
Позднее, в 1960-х и 1970-х годах, Папе создавала множество видео и инсталляций с использованием саркастических и критических метафор, направленных против бразильской диктатуры. С 1980-х годов эти метафоры стали более тонкими.
Её произведения работали как средство для экзистенциального, чувственного и психологического жизненного опыта, во многом основанного на геометрии и опирающегося как на интеллектуальное, так и на физическое участие зрителя. В работе 1967 года «Начало» (порт. O Ovo) зрителям предлагалось ползти внутри кубической структуры из деревянных досок, покрытых пластиковой плёнкой, а затем проталкивать плёнку, имитируя акт рождения .
С 1972 по 1985 год Папе преподавала семиотику в Школе архитектуры при Университете Санта-Урсула в Рио-де-Жанейро. В 1980 году она получила степень магистра философии в Федеральном университете Рио-де-Жанейро, а в 1983 году стала профессором в его Школе изящных искусств. 
Папе умерла 3 мая 2004 года в Рио-де-Жанейро в возрасте 77 лет.